# Vol. 1 a Vol. 2
Vol. 1 a Vol. 2 je dvojkazeta s živou nahrávkou koncertu pražské hudební skupiny Psí vojáci. Jedná se o koncert z Junior klubu Na Chmelnici z ledna 1987. Tento koncert byl legální, ale skupina musela vystupovat pod změněným názvem (PVO – Psí vojáci osobně). Na první kazetě najdeme 13 písní, na druhé 11. Autorem většiny textů je Filip Topol. Autorem přebalů je Luboš Drtina. Nahrávku pořídil Oldřich Šíma na stroji Aiwa AD-F 660. Dvojkazeta vyšla v prvních měsících roku 1990 u vydavatelství Black Point.
Většina písní z Vol. 1 a Vol. 2 vyšla v roce 1995 na CD Nechoď sama do tmy. Zbytek pak v roce 1997 na albu Mučivé vzpomínky.

## Seznam písní

### Vol. 1

#### Strana A
1. Hospoda (text Jáchym Topol)
2. Hudba a kozel
3. Pojď do průjezdu
4. Jen se tak projdi po městě
5. Bezpečně
6. Už je to let
7. Jako kdyby jehla

#### Strana B
1. Volá mi známá
2. Nechoď sama do tmy
3. Před zrcadlem
4. Zase den
5. Žiju (text anonymní německý autor z 12. století; překlad Ivan Wernisch)
6. V září už nikdy netanči

### Vol. 2

#### Strana A
1. Viselec (text Sylvia Plath; překlad Jan Zábrana)
2. Zavři (text Jáchym Topol)
3. Co zpívala Kačina Anga (text indiánská poezie; parafráze Ladislav Novák)
4. Nejvyšší vrcholek (text indiánská poezie; parafráze Ladislav Novák)
5. Slova (text Sylvia Plath; překlad Jan Zábrana)
6. Stinka (text Sylvia Plath; překlad Jan Zábrana)

#### Strana B
1. Vzestup (text Jáchym Topol)
2. Kurýři (text Sylvia Plath; překlad Jan Zábrana)
3. Skok přes Nerudu
4. Co to je?
5. Mučivé vzpomínky (text indiánská poezie; parafráze Ladislav Novák)

## Složení

### Psí vojáci
- Filip Topol – zpěv, piano, texty
- David Skála – bicí
- Jan Hazuka – baskytara

### Hosté
- Petr Venkrbec – saxofon
- Jaroslav Fensterer – kytara